# Кавкаска птерокарија
Кавкаска птерокарија или кавкаски крилати орах (Pterocarya fraxinifolia) припада фамилији ораха (Juglandaceae). Име рода потиче од грчких речи, πτερον - крило и κάρυον – орах због изгледа плода крилате орашице. Епитет врсте fraxinifolia значи јасенолисни јер је лист непарноперасто сложен као код јасена. 

## Опис врсте
Листопадно дрво високо 20-35 m и пречником стабла до 2 m. Круна је широка до 15 m (са једним деблом), обично од кратког дебла полази већи број рамених грана или је дрво са више стабала из кореновог врата, када круна достиже и 25 m. Кора црносива, дубоко избраздана. Гранчице су маслинасто смеђе, у почетку су маљаве касније оголе, срж лествичасто дељена; пупољци су дугуљасти, без љуспи. Корен плитак распростире се далеко дајући избојке и до 10 m од стабла.
Листови спирално распоређени непарноперасти дуги 20-50 cm, лиске 11-23, дугуљастоелиптичне, зашиљене, 8-12 cm дугe, танкe, адаксијално интензивно зелене, сналичја светлије са длакавим средишњим нервом; скоро потпуто голи, на неокриљеном рахису (код Pterocarya stenoptera рахис окриљен) седеће лиске, основама се преклапају; врхови зашиљени, рубови назубљени. У новембру листови златозелени или златножути. 
Једнодома врста са мушким и женским цветовима у ресама. Мушке ресе цилиндричне, зелене, 7–15 cm дуге, са густо распоређеним цветовима, појединачне, бочно, на прошлогодишњим леторастима. Женске 30–50 cm, са цветовима мање густине, терминалне на овогодишњим леторастима. Мушки цветови са целим приперком, две брактеоле, 4 чашична листића и 5-18 прашника, антере голе. Женски цветови са малим, приперком и две брактеоле срасле са плодником, али при врху слободне, чашица четвороделна, стубић кратак, жиг са ресицама ружичаст или љубичаст, дворежњевит. Цветање у другој половини априла. 
Плодови у висећим, до 45 cm дугачким ресама. Плод, двокрила орашица, округласта, смеђе боје, без сјаја, са дебелим, одрвењеним перикарпом, купаст и са доње и са горње стране, скоро са ромбичним обрисом, око 10 mm дуг, до 20 mm широк, са обе стране прелази у по једно фино жиличасто крило. Ембрион са згужваним котиледонима. Плодови сазревају крајем лета; опадају и сакупљају се крајем лета — почетком јесени.
Клијање надземно; котиледони са 4 режња, дубоко урезани (средњи урез најдубљи), на дужој петељци, око 20 mm дуги и широки. Примарни лист прост, издужен, по ободу назубљен. Наредни листови перасти прво са мањим бројем лиски, а онда лист као код одрасле биљке. 

## Ареал
Талишке планине у Азербејџану, у Грузији источна обала Црног мора, Елбрус у Ирану и планине Загрос на југоистоку Турске на стаништима са дубоким, влажним тлима у близини река, ретко на алувијалним равницама od 0-800 m н.в. мада се појединачна стабла могу наћи на Елбрусу и на 1200 m, а на Загросу изоловане популације на 1730 m. Pterocarya fraxinifolia јавља се у колхидским шумама заједно са реликтном преплеистоценском вегетацијом коју чине Diospyros lotus, Parrotia persica, Zelkova carpinifolia, Quercus hartwissiana и Buxus colchica. Људске активности довеле су до знатне редукције ареала и његове дисјунктности.

## Биоеколошке карактеристике
Кавкаска птерокарија је хелиофит брзог раста 40-60 cm годишње. Отпорна је на високе летње и ниске зимске температуре, али понекад млади изданци страдају од позних пролећних мразева. Тражи влагу, дубока земљишта и толерише краткотрајне поплаве. Добро подноси градске услове и ветар. Не треба је орезивати у пролеће јер обилно лучи сокове, већ у јесен и током лета.

## Примена
Као украсно дрво кавкаска птерокарија је најефектнија на травњаку где има доста простора због широке круне, али и због површинских жила које дају избојке. Неконтролисано ширење коренских избојака је велика мана птерокарије као украсне врсте па је не треба садити близу поплочаних или асфалтираних површина или темеља зграда. Када се избојци не контролишу, убрзани раст доводи до већег броја крупних стабала која су подложна изваљивању. Зато се препоручује уклањање најмање једном годишње. 
Током лета плодови постају све упадљивији како се развијају, а у јесен жута боја листа такође представља декоративну особину.  
Откако је 1782. године кавкаску птерокарију интродуковао из Ирана у Европу  (Француску), ботаничар и истраживач Мишо (Andre Michaux)  она се раширила као декоративна врста. Велика, стара стабла налазе се широм Британских острва, посебно на југу (Дорсет) и широм Европе, у јужној Француској северној Италији, истоку Чешке и Аустрије; северно до Балтика.  
У Северној Америци ова врста се не узгаја (осим у арборетумима и ботаничким баштама), иако се узгајала до 1891. године, а у појединим расадницима могла се набавити до 1907. године. Код нас је неоправдано доста ретка, а саднице се не производе.

## Размножавање

### Генеративно размножавање
Оглед са семеном сакупљеним у округу Алапли у Турској указује на физиолошку дормантност семена, па се препоручује гола стратификација имбибованог семена у трајању од 3-7 недеља, после које је клијавост 93-95%. Сетву треба извести у застакљеним лејама.

### Вегетативно размножавање
Птерокарија се може размножавати лучним полегањем једногодишњих изданака почетком лета. Размножавање коренским резницама такође је могућно. Изводи се на уобичајен начин. 
У Великој Британији птерокарија се производи модификованим загртањем тако што се после одсецања матичних биљака на пањ, поставља мрежа од галванизоване жице са окцима кроз које изданци слободно прорастају, али при дебљању изданака жица се усеца у њих и странгулира их. Мрежа ефикасно повећава ожиљавање у зони непосредно изнад ње, а код употребе кружне тестере, при одвајању ожиљеница, смањује оштећења јер је формирани корен на уједначенијој дубини. Рок коришћења матичњака је 12-15 год при ђубрењу пуном дозом стајњака сваке године. Фактор мултипликације је 6-10 (од једне матичне биљке може се добити 6-10 нових). 

## Хибриди и унутарврсни таксони
Pterocarya fraxinifolia може да се укрсти са P. stenoptera дајући фертилни хибрид P. × rehderiana C.K.Schneid. Генеративно потомство варира у морфолошким особинама па је најбоље вегетативно размножити оне индивидуе које одговарају опису хибрида. Познат је и један унутарврсни клон ‘Abbotsbury Giant’ добијен од једног од два стабла из Дорсета. 